# Јулијана Лазаревска
Света Јулијана Праведна (1530 — 1604) је хришћанска светитељка.
Рођена у близини града Мурома у богатој, племићкој породици Недјурових, од побожних родитеља. У шестој години остала је сироче. Цео живот провела у молитви, посту, и давању милостиње. Хришћани верују да је спавала на даскама само два сата у току дана. Када је владала глад, у време владавине цара Бориса Годунова, Јулијана је цело имање продала да би купила хлеб за гладне.
Преминула је 2. јануара 1604. године (према јулијанском календару). После 10 година откривене су њене мошти за које се у хришћанској традицији помиње да су биле мироточиве, и да су се над њима догађала чуда.
Православна црква је слави 2. јануара по јулијанском календару, а 15. јануара по грегоријанском календару.